# 霍爾果斯口岸
44°14′N 80°29′E / 44.233°N 80.483°E
霍爾果斯口岸是位於中华人民共和国新疆伊犁哈薩克自治州霍尔果斯市一個陆路口岸，與哈萨克斯坦隔霍爾果斯河相望。精伊霍鐵路、 连霍高速、 312国道和中國-中亞天然氣管道在這裡結束，反过来 218国道又以此为起点。
1983年11月16日，口岸恢复开放。1992年8月，中华人民共和国、哈萨克斯坦两国政府同意该口岸向第三国开放。2002年口岸出入境人員14.68萬人次，出入境運輸工具2.9萬輛次，進出口貨物34萬噸。

## 霍尔果斯国际边境合作中心
霍尔果斯国际边境合作中心位于霍爾果斯口岸地区，是中华人民共和国、哈萨克斯坦两国合作的元首工程，也是中华人民共和国与其他国家建立的首个跨境经济贸易合作区，总面积5.28平方公里，其中中方区域3.43平方公里，哈方区域1.85平方公里，于2006年开工建设，2012年4月正式运营。中心功能包括贸易洽谈、商品展示和销售、仓储运输、宾馆饭店、商业服务设施、金融服务、举办各类区域性国际经贸洽谈会等。中华人民共和国公民持居民身份证在办理中华人民共和国出入境通行证或持其他有效的中华人民共和国出入境证件即可进入，哈萨克斯坦公民亦可持有效的哈萨克斯坦出入境证件进入，第三国的公民则需要持有有效的出入境证件进入，停留期限不超过30天。

## 參閲
- 無水港(Dry Port)
- 霍尔果斯站

## 外部連結
- "一帶一路"上演霍爾果斯雙城記 （页面存档备份，存于）
- 走进口岸-霍尔果斯市人民政府网 （页面存档备份，存于）
- 霍尔果斯口岸为什么崛起？ （页面存档备份，存于）